# Бугаєць Анатолій Олександрович
Анатолій Олександрович Бугаєць (нар. 2 листопада 1940 с. Битакове Озеро Глобинського району Полтавської області — пом. 31 грудня 2011 м. Харків) — український промисловець, кандидат технічних наук, член СПУ. Герой України, колишній почесний генеральний директор ВАТ «Турбоатом».

## Біографія
Народився 2 листопада 1940 р. в с. Битакове Озеро на Полтавщині.
Освіта: Харківський політехнічний інститут (1968), Український заочний політехнічний інститут (1971), інженер-механік.
Академік Академії технологічних наук України.
Вересень 2007 — кандидат в народні депутат України від СПУ, № 55 в списку. На час виборів: народний депутат України, член СПУ.
Народний депутат України 5-го скликання з травня 2006 до листопада 2007 від СПУ, № 19 в списку. На час виборів: генеральний директор ВАТ «Турбоатом» (м. Харків), член СПУ. Член фракції СПУ (з квітня 2006). Член Комітету з питань промислової і регуляторної політики та підприємництва (з липня 2006).
Квітень 2002 — кандидат в народні депутати України від Блоку «За єдину Україну!», № 49 в списку. На час виборів: генеральний директор ВАТ «Турбоатом», член Партії регіонів.
Березень 1998 — кандидат в народні депутати України, виборчій округ № 171, Харківська область. З'явилось 65,4 %, «за» 10,8 %, 3 місце з 23 претендентів. На час виборів: голова правління, генеральний директор ВАТ «Турбоатом».
Служив в армії. З 1962 — від техніка до головного зварювальника, заступник головного інженера, секретар парткому, з 1986 — генеральний директор НВО «Турбоатом» (з 1997 — ВАТ «Турбоатом»).
Лауреат конкурсу «Ділова людина України» (1999). Почесний громадянин Харківської області (2010).
Помер 31 грудня 2011 року у Харкові.

Меморіальна дошка Бугайцю у Харкові.

## Державні нагороди
- Звання Герой України з врученням ордена Держави (22 серпня 2002) — за визначні особисті заслуги перед Українською державою у розвитку вітчизняного енергетичного машинобудування, вагомі трудові звершення[7]
- Орден «За заслуги» I ст. (15 січня 2009) — за значні особисті заслуги у розвитку вітчизняного машинобудування, багаторічну сумлінну працю, вагомі трудові здобутки та з нагоди 75-річчя підприємства[8]
- Орден «За заслуги» II ст. (3 листопада 2000) — за високий професіоналізм, вагомий особистий внесок у розвиток вітчизняного машинобудування[9]
- Орден «За заслуги» III ст. (21 січня 1999) — За вагомий особистий внесок у розвиток вітчизняного енергетичного машинобудування, високий професіоналізм[10]
- Орден «Знак Пошани» (1984)
- Державна премія України в галузі науки і техніки 2005 року — за розробку і впровадження наукоємних технологій і практичних методів реконструкції гідроелектростанцій України для підвищення їх техніко-екологічної безпеки та енергоефективності в об'єднаній енергосистемі (у складі колективу)[11]
- Державна премія України в галузі науки і техніки 1991 року — за комплекс робіт по створенню та промисловому освоєнню високоефективного енергетичного устаткування для використання енергії водотоків гірських регіонів (у складі колективу)[12]
- Заслужений машинобудівник України (15 січня 1994) — за значний особистий внесок у розробку та виробництво парових, газових і гідравлічних турбін, забезпечення виконання державних замовлень і договірних зобов'язань[13]